# Amauris nossima
Amauris nossima is een vlinder uit de familie Nymphalidae, onderfamilie Danainae.
De wetenschappelijke naam van de soort is voor het eerst geldig gepubliceerd in 1870 door Christopher Ward.
De soort komt voor op de Comoren, Madagaskar en Mayotte.